# Paris 13 Atletico
Maillots
Actualités
Dernière mise à jour : 18 octobre 2024.
Paris 13 Atletico est un club de football français fondé en 1968 et situé à Paris. 
Le club est créé sous le nom de Football Club des Gobelins, d'après le quartier des Gobelins situé dans le 13e arrondissement de Paris, à proximité duquel il est toujours situé. 
Le FC Gobelins, longtemps un modeste club de quartier évoluant dans les divisions départementales, gravit rapidement les échelons du football français à partir de la fin des années 2000, passant en une dizaine d'années du niveau départemental au niveau national. Le club monte en 2008 au troisième niveau régional. En 2012, il absorbe le Stade olympique de Paris. Il devient ainsi l'un des plus gros clubs français en termes de licenciés, et change son nom en « Football Club des Gobelins Paris 13 ». Deux ans plus tard, il accède au premier niveau régional et en 2017, au niveau national avec sa promotion en National 3. 
En 2020, alors qu'il évolue en National 2, le FC Gobelins Paris 13 change son nom en Paris 13 Atletico, et adopte un nouveau logo. Ces changements marketing effaçant le nom historique du club, justifiés par le fait de se faire mieux connaître au niveau national, sont jugés négativement dans la presse et sur les réseaux sociaux.
Le club est promu en National, le 3e échelon du football français, en 2022 puis de nouveau en 2024. Le club évolue le plus souvent au stade Pelé, connu jusqu'en 2023 comme le « stade Boutroux ». Malgré plusieurs phases de travaux de mise aux normes réalisés par la mairie de Paris, il reste rudimentaire pour ce niveau de compétition et oblige parfois le club à déménager au stade Charléty ou ailleurs pour les affiches « à risque ».

## Historique

### Fondation
Le Football Club des Gobelins est créé le 17 février 1968 sur une initiative de quelques jeunes du lycée technique Jean-Lurçat situé au 48 avenue des Gobelins à Paris, qui avaient décidé de créer leur propre association sportive afin de pratiquer le football[réf. nécessaire]. Le club s'affilie en 1969 à la Fédération française de football[réf. nécessaire].
Pendant plusieurs décennies, il n'est qu'un modeste club de quartier.

### Divisions régionales

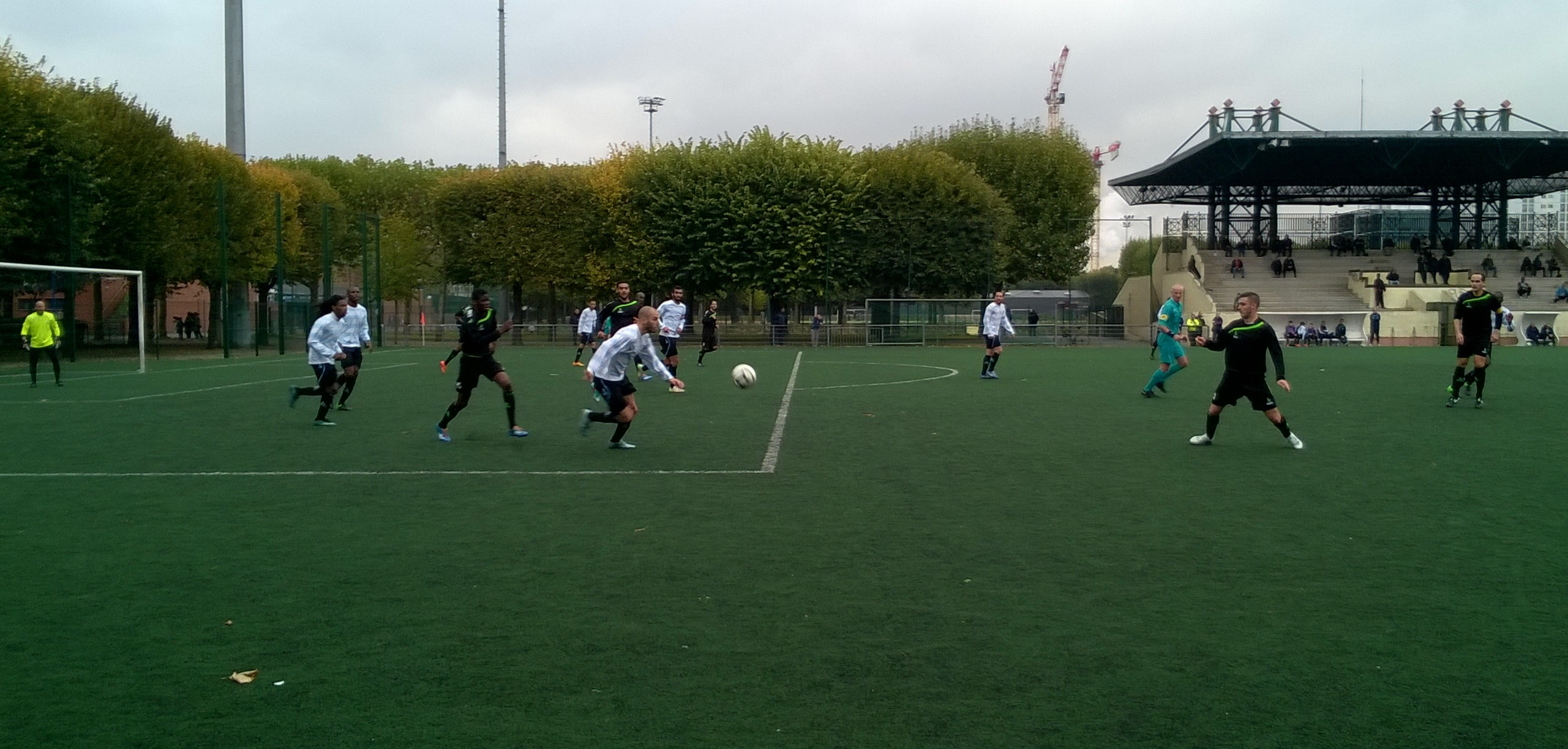
Match de DH opposant le FC Gobelins au Racing CF en 2015.

En 2011, le FC Gobelins accède à la DSR de la Ligue de Paris Île-de-France (le 7e niveau national) pour la première fois.
Le club se développe et en 2012, la direction se rapproche du Stade olympique de Paris pour envisager une fusion, étant donné les difficultés sportives de ce club. Après plusieurs réunions, la fusion a lieu en juin 2012. À la suite de celle-ci, le Football Club des Gobelins devient le Football Club des Gobelins Paris 13. Cette fusion, ou plutôt cette absorption, permet au FC Gobelins d'accroître son nombre de licenciés, d’éducateurs et de membres. Leur nombre fait plus que doubler, le club passant de 631 licenciés lors de la saison 2011-2012 à 1 450 licenciés la saison suivante[réf. nécessaire].
Lors de la saison 2012-2013 le club crée une section féminine. En juin 2014, trois de ses équipes accèdent à la plus haute marche de la Ligue de Paris Île-de-France de football, à savoir la Division d’Honneur : les seniors, les moins de 17 ans et les vétérans.

### Divisions nationales

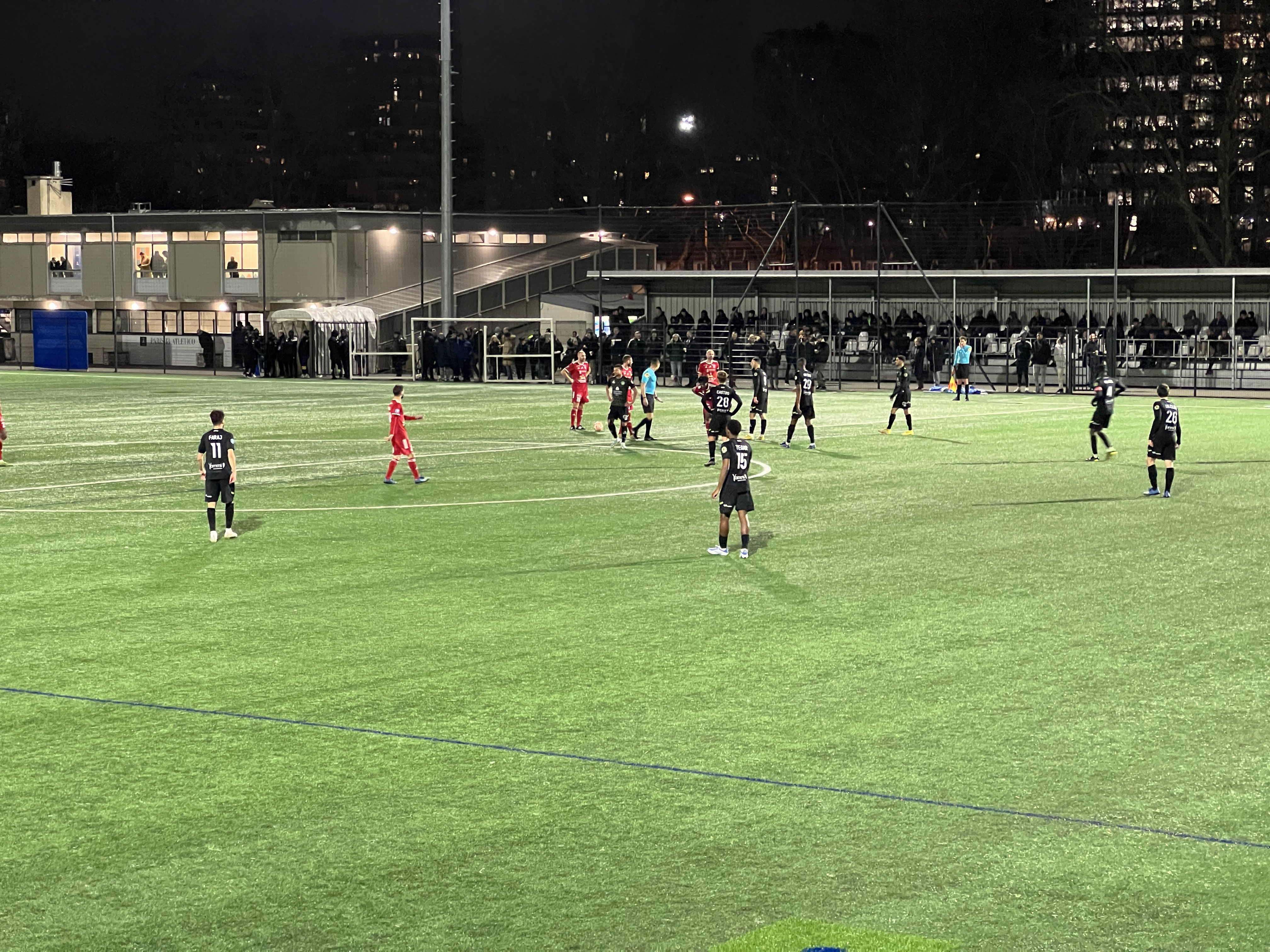
Match de National opposant le Paris 13 Atletico et le FC Villefranche Beaujolais, au stade Boutroux en 2023.

Lors de la saison 2018-2019, le club, qui évolue en National 3, termine première de son championnat et accède au National 2, le quatrième échelon national.
Après s'être maintenu lors de la saison 2019-2020, le deuxième club de France en termes de licenciés change de nom et devient le « Paris 13 Atletico » afin d'accroître sa reconnaissance médiatique.
En 2022, le Paris 13 Atletico termine premier de son championnat et monte en National, la troisième division nationale, mais perd son entraîneur Fabien Valéri. Sa première saison à ce niveau est d'autant plus difficile que six clubs sur 18 sont appelés à être relégués en fin de saison. Trois entraîneurs, au premier rang desquels Jean-Guy Wallemme, se succèdent pendant la saison 2022-2023, en vain. L'équipe est finalement reléguée.
De retour en National 2 pour la saison 2023-2024, les Parisiens y font bonne figure, et après le retour de Fabien Valéri sur le banc en cours de saison, terminent premier du classement à l’issue de la dernière journée, remontant ainsi immédiatement en National.
Malgré cette deuxième saison au 3e échelon national, le club conserve certaines particularités d'un club de quartier : il s’agit du seul club de National à ne pas disposer de billetterie en ligne, et il n'y a qu'un tarif unique. Le site internet du club n’est en 2024 plus mis à jour depuis deux ans, le club communiquant principalement via sa page Facebook.
A la suite de sa victoire 2-1 contre Concarneau lors de la dernière journée du Championnat de National 2024-2025, le club se maintient en National, où il évoluera donc en 2025-2026.

## Structures et identité du club

### Nom et couleurs
Le club est fondé sous le nom de Football Club des Gobelins, et ses couleurs sont, depuis sa fondation, le vert et le noir. Le choix du nom reprend celui de l'avenue des Gobelins dans le 13e arrondissement de Paris, où le club est créé au no 48, au Lycée technique Jean Lurçat. L'avenue emprunte elle-même son nom à la manufacture des Gobelins, fondée en 1662, dont l'entrée est aujourd'hui situé au no 42 de ladite avenue. Le nom Gobelin tire son origine de la famille Gobelin, une famille de teinturiers venue s'établir au milieu du XVe siècle dans le faubourg Saint-Marcel à Paris, afin d'exploiter son procédé de teinturerie sur les bords de la Bièvre.
En 2012, le club absorbe le Stade olympique de Paris et change son nom en Football Club des Gobelins Paris 13, marquant l'attachement du club au 13e arrondissement de Paris.
En juin 2020, le club change son nom en Paris 13 Atletico, le changement étant jugé négativement dans la presse et sur les réseaux sociaux,,. D'après Libération, le club « fait fi de son identité au profit d'idées marketing hasardeuses ». D'après le président du club, Frédéric Pereira, ce changement est décidé car « les gens avaient du mal à situer le club », bien qu'il s'appelait alors FC Gobelins Paris 13 et avait donc déjà Paris 13 dans son nom. Le président juge de plus « qu'il y avait un côté péjoratif à ce que les dirigeants des clubs de province rencontrés leurs demandent l'origine du nom, à savoir si c'était celui d'une rue ou d'un quartier » (sic), argument étrange dans la mesure où le nom Gobelins est connu de tous les Parisiens et que rien n'empêche de se renseigner sur l'origine du nom.
Le choix du nom Atletico est assez arbitraire, faisant uniquement référence au Club Atlético de Madrid, qui venait de terminer huit fois de suite sur le podium du championnat d'Espagne et de concourir pour deux finales de Ligue des champions dans les années 2010, alors que le FC Gobelins n'a aucun lien avec le club espagnol. Il est de plus noté qu'Atletico est étrangement orthographié sans accent, et alors que « le nom FC Gobelins donne envie de s'identifier à l’équipe, le nom Atletico met à distance car il est impersonnel ». D'autre part, « renier son héritage plutôt que de capitaliser dessus » est jugé comme « rien d’autre qu’une pure aberration marketing ». Certains interprètent ce changement de nom comme une soumission au foot-business, dans la mesure où le FC Gobelins est un club formateur important faisant signer de nombreux jeunes dans les clubs professionnels,.

### Logos
Le FC Gobelins a conservé son logo d'origine jusqu'en 2020. À la suite du changement de nom de 2020 en Paris 13 Atletico, le club arbore un nouveau logo avec la tour Eiffel. Ce changement, tout comme celui du changement de nom, est jugé négativement : la tour Eiffel est située dans l'un quartier les plus aisés de la capitale, géographiquement éloignée et à l'opposé de la réalité socio-économique du 13e arrondissement de Paris. De plus, le monument est déjà visible sur les logos du Paris Saint-Germain et du Paris FC, les deux clubs professionnels de la capitale,. Ce changement est alors vu comme un « appauvrissement culturel et le symbole d’une stratégie mal pensée car appuyée sur une identité floue et un patrimoine de moins en moins assumé ».

Logo 1968-2020
Logo depuis juin 2020

### Stade

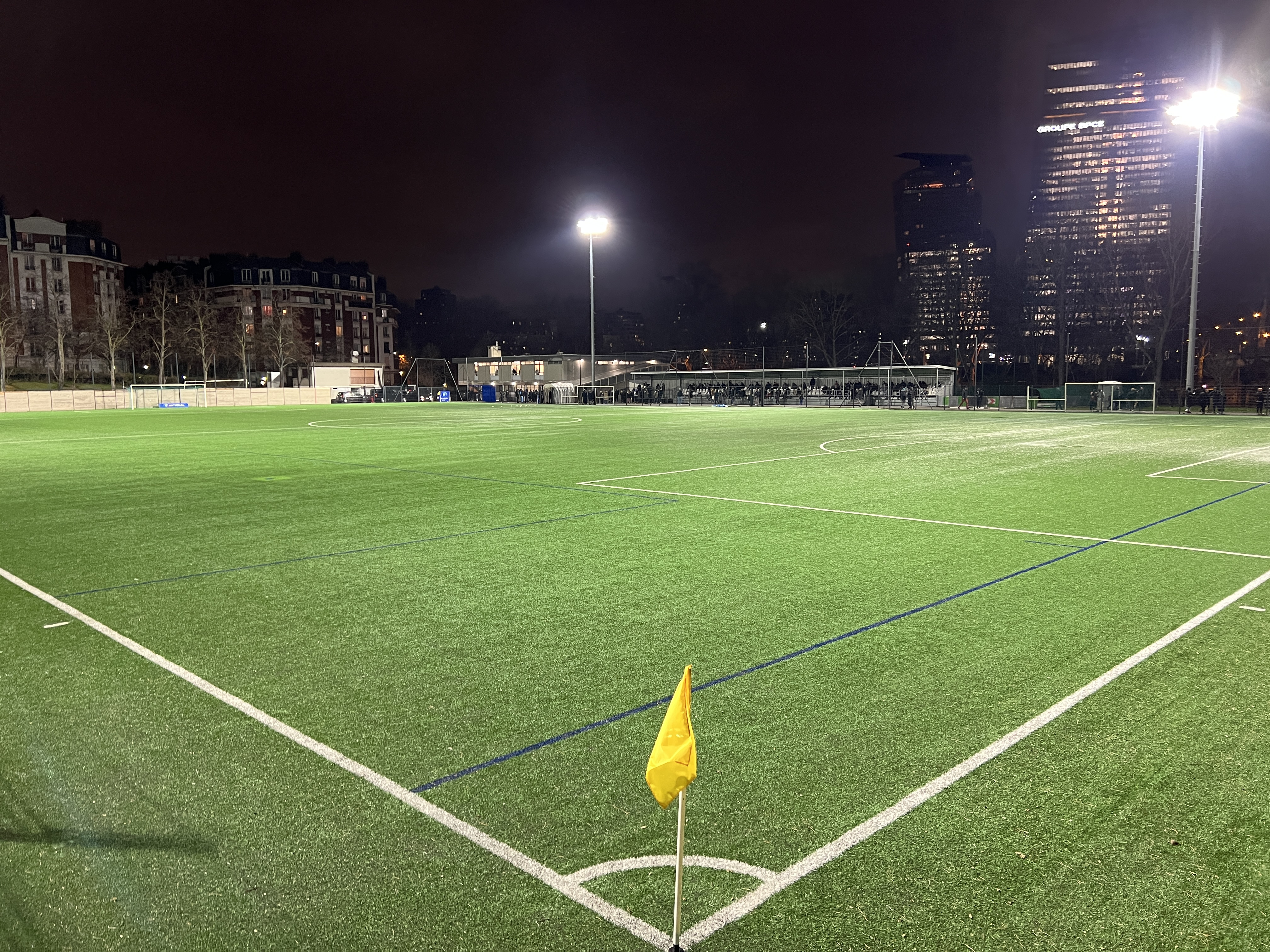
Vue d'angle du stade Pelé (ex Boutroux) et de sa tribune, en 2023.

L'équipe première joue ses rencontres à domicile au stade Pelé, avenue Boutroux dans le 13e arrondissement de Paris, et s’entraîne au Parc interdépartemental des sports de Paris-Val-de-Marne à Choisy-le-Roi, dans la banlieue sud-est de Paris. Selon la disponibilité des installations, les équipes du club peuvent évoluer au stade Carpentier, situé également dans le 13e arrondissement de Paris, à côté de la halle Georges-Carpentier.
À la suite de la montée du club en National pour la saison 2022-2023, l'équipe première obtient l'accord de la mairie de Paris pour jouer ponctuellement au stade Charléty, en attendant la mise aux normes du stade Pelé et afin de recevoir les matchs « à risque ».

## Résultats sportifs

### Palmarès
| Compétitions nationales |
| --- |
| - Championnat de France National 2 (D4) - Vainqueur de groupe : 2022 et 2024 - Championnat de France National 3 (D5) - Vainqueur de groupe : 2019 |

### Bilan saison par saison
Le tableau suivant présente le bilan saison par saison du club.
| Saison    | Championnat                          | Div. | Clas. | Pts | J  | V  | N  | D  | Bp | Bc | Diff | Coupe de France |
| --------- | ------------------------------------ | ---- | ----- | --- | -- | -- | -- | -- | -- | -- | ---- | --------------- |
| 1968-2007 | à déterminer                         | -    | -     | -   | -  | -  | -  | -  | -  | -  | -    | -               |
| 2007-2008 | PH (Paris-Île-de-France, groupe A)   | 9    | 1er   | 76  | 22 | 16 | 6  | 0  | 50 | 15 | +35  | -               |
| 2008-2009 | DHR (Paris-Île-de-France, groupe B)  | 8    | 8e    | 52  | 22 | 8  | 6  | 8  | 28 | 30 | -2   | 4e tour         |
| 2009-2010 | DHR (Paris-Île-de-France)            | 8    | 4e    | 53  | 20 | 10 | 3  | 7  | 35 | 26 | +9   | 4e tour         |
| 2010-2011 | DHR (Paris-Île-de-France, groupe B)  | 8    | 1er   | 73  | 22 | 15 | 6  | 1  | 39 | 14 | +25  | 5e tour         |
| 2011-2012 | DSR (Paris-Île-de-France, groupe B)  | 7    | 2e    | 63  | 22 | 12 | 5  | 5  | 34 | 22 | +12  | 3e tour         |
| 2012-2013 | DSR (Paris-Île-de-France, groupe A)  | 7    | 5e    | 58  | 24 | 9  | 7  | 8  | 29 | 24 | +5   | 5e tour         |
| 2013-2014 | DSR (Paris-Île-de-France, poule B)   | 7    | 1er   | 68  | 22 | 15 | 1  | 6  | 45 | 25 | +20  | 6e tour         |
| 2014-2015 | Division d'Honneur (Paris-ÎdF)       | 6    | 11e   | 57  | 26 | 8  | 7  | 11 | 33 | 40 | -7   | 3e tour         |
| 2015-2016 | Division d'Honneur (Paris-ÎdF)       | 6    | 7e    | 59  | 26 | 9  | 6  | 11 | 35 | 31 | +4   | 4e tour         |
| 2016-2017 | Régional 1 (Paris-Île-de-France)     | 6    | 2e    | 75  | 26 | 13 | 10 | 3  | 54 | 35 | +19  | 5e tour         |
| 2017-2018 | National 3 (gr. Paris Île-de-France) | 5    | 5e    | 40  | 26 | 13 | 1  | 12 | 37 | 31 | +6   | 4e tour         |
| 2018-2019 | National 3 (gr. Paris Île-de-France) | 5    | 1er   | 49  | 26 | 14 | 7  | 5  | 52 | 24 | +28  | 6e tour         |
| 2019-2020 | National 2 (gr. B)                   | 4    | 7e    | 30  | 21 | 9  | 3  | 9  | 32 | 29 | +3   | 6e tour         |
| 2020-2021 | National 2 (gr. B)                   | 4    | 1er   | 16  | 9  | 4  | 4  | 1  | 10 | 4  | +6   | 4e tour         |
| 2021-2022 | National 2 (gr. B)                   | 4    | 1er   | 66  | 30 | 20 | 6  | 4  | 40 | 17 | +23  | 4e tour         |
| 2022-2023 | National                             | 3    | 17e   | 31  | 34 | 6  | 13 | 15 | 28 | 42 | -14  | 8e tour         |
| 2023-2024 | National 2 (gr. B)                   | 4    | 1er   | 48  | 26 | 13 | 9  | 4  | 41 | 24 | +17  | 5e tour         |
| 2024-2025 | National                             | 3    | 14e   | 35  | 32 | 7  | 14 | 11 | 32 | 38 | -6   | 6e tour         |

| Niveau III      | National        |
| Niveau IV       | National 2      |
| Niveau V        | National 3      |
| Niveau régional | Ligue régionale |

## Personnalités du club

### Historique des dirigeants
Frédéric Pereira, fondateur de l’équipementier sportif Skita, est le président du club, chargé du sportif, depuis 2012. Il rejoint alors à la tête du club Philippe Surmon, l'un de ses fondateurs en 1968, qui reste co-président chargé de l'administratif.

### Historique des entraîneurs
- jusqu'en 2017 :  Namori Keita (secondé par Fabrice Abriel en 2016-2017).
- 2017-2019 :  Adérito Moreira. Keita devient directeur technique.
- 2019-2020 :  David Giguet
- 2020-2022 :  Fabien Valéri
- Juillet-octobre 2022 :  Jean-Guy Wallemme
- Oct. 2022-fév. 2023 :  Vincent Bordot
- Fév. 2023-juin 2023 :  Filipe Moreira[15]
- juin-octobre 2023 :  Frédéric Advice[16]
- intérim :  Namori Keita
- janvier 2024 - mars 2025 :  Fabien Valéri[17]
- mars 2025 - :  Maxence Flachez